# Málva (oblast)

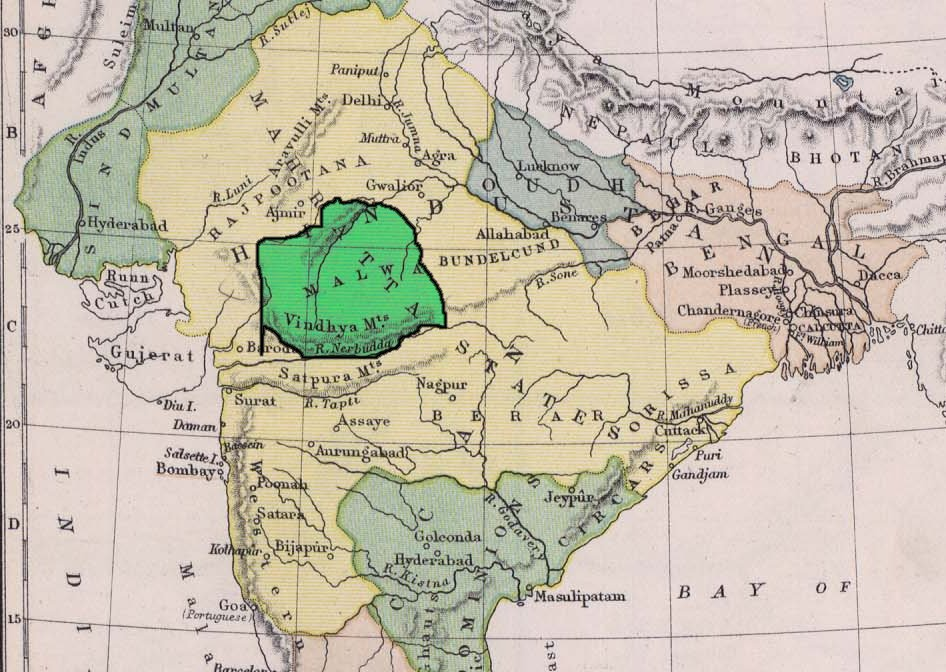
Málva 1760

Málva (hindsky मालवा) je oblast v indickém Madhjapradéši s malým přesahem do jihovýchodního Rádžasthánu. Jedná se o náhorní plošinu sopečného původu severně od pohoří Vindhja.
Největším městem je Indaur v jižní části oblasti, historicky byl nejvýznamnější Udždžain.
V historii bývala Málva i samostatný stát, například v době sultanátu Málva v letech 1392–1562.